# أنيانيا 2
أنيانيا 2 هو الاسم الذي اتخذته مجموعة من القبائل الـ 64 من المنشقين في جنوب السودان الذين حملوا السلاح في كل السودان في عام 1978. يشير الاسم إلى الاستمرارية مع حركة أنيانيا أو أنيا نيا للحرب الأهلية السودانية الأولى (1955-1972).
عندما انهار اتفاق أديس أبابا في عام 1983، بسبب بداية الحرب الأهلية السودانية الثانية، تم تأسيس الحركة الشعبية لتحرير السودان والجيش الشعبي لتحرير السودان (SPLM / A). أدت المنافسة بين أنيانيا 2 والحركة الشعبية/الجيش الشعبي إلى الهزيمة النهائية لأنيانيا 2. تم دمج بعض أعضائها في صفوف الحركة الشعبية/الجيش الشعبي لتحرير السودان، وتم دمج آخرين في ميليشيا مدعومة من حكومة السودان. جاء أولئك الذين لم ينضموا إلى تشكيل، إلى جانب الميليشيات القبلية التي ظهرت ردا على انعدام القانون في بعض وحدات الجيش الشعبي / الجيش الشعبي لتحرير السودان، قوات الدفاع جنوب السودان.
تشكلت مجموعة أنيانيا 2 بين المتمردين الجنوبيين من الجيش (بعد انشقاقها عن حركة التمرد والحصول على الأسلحة والتدريب من SPAF)، كانت عاملاً رئيسيًا في الحرب بين عامي 1984 و1987. في الغالب من النوير، ثاني أكبر مجموعة عرقية في الجنوب، قاتلت أنيا نيا 2 في المناطق الريفية في عالي النيل نيابة عن الحكومة. ظهرت أنيا نيا 2 كعامل مهم في الحرب في تلك المقاطعة، مما عطل عمليات الجيش الشعبي وتدخل في حركة مجندي الجيش الشعبي لتحرير السودان إلى منطقة الحدود الإثيوبية للتدريب. تم بناء وحدات أنيانيا 2 برتب عسكرية وتمركزت بالقرب من حاميات الجيش المختلفة. ساعدت الحكومة الجماعة في إنشاء مقر لها في الخرطوم كجزء من جهود النظام للترويج لأنيا نيا 2 كحركة سياسية جنوبية بديلة معارضة للجيش الشعبي لتحرير السودان. ومع ذلك، أدى النجاح العسكري للجيش الشعبي لتحرير السودان في نهاية المطاف إلى انخفاض الروح المعنوية داخل أنيا نيا 2 وحفز الوحدات الرئيسية، إلى جانب قادتها، على الانشقاق إلى الجيش الشعبي لتحرير السودان بدءًا من أواخر عام 1987. وبحلول منتصف عام 189، بقي فصيل واحد من أنيا نيا 2 موال للحكومة. واصلت علاقاتها الوثيقة مع الحكومة بعد انقلاب البشير واحتفظت بقاعدة سياسية في الخرطوم.
بعد انقلاب عام 1989 من قبل الرئيس عمر البشير، ظل جنوب السودان تحت حكم السودان لمدة 16 عامًا. في 9 يناير 2005، تم التوقيع على اتفاق سلام شامل في نيروبي بكينيا في ملعب نيايو الذي أعطى الضوء الأخضر لتقرير المصير. كما قال الراحل الدكتور جون قرنق دي مابيور، «سوف يسعى جنوب السودان في نهاية المطاف إلى البقاء دولة من خلال عملية تقرير المصير في فترة الاستفتاء ليقرر إما البقاء تحت السودان الموحد أو كسودان جديد والذي سيتم رؤيته في انفصال ودي.».